# 鹰式教练机
鹰式教练机是英国BAE系统公司制造的单引擎高级喷气式教练机，于1974年首次飞行。鹰式教练机用于装备英国皇家空军和其他国家空军，作为训练机或低成本輕型戰機。鹰式教练机目前仍在生产，至少出廠1000架飞机销售给世界各地18个用户。

## 发展
1964年，英国皇家空军提出需要一种新的高速的教练机取代蚋式教練/攻擊機。
最初选用的为英法合制美洲豹攻擊機（SEPECAT Jaguar），不久就意识到作为教练机该机型过于复杂，只采购了很少的雙座版本。
1968年，英国宇航公司（Hawker Siddeley）开始研制一种简单的設計，最初为项目117。
这个项目由该公司作为私人公司而投资，为了吸引英国皇家空军（HSA）的可能的兴趣。该设计被串联的座位，除了训练之外，还有作战的能力，因为公司认为后者将提高出口销售的可能。1969年，项目改名为“P1182”，之后为“HS1182”。年底，HSA基于该设计理念向国防部提交了一份建议，1970年初，RAF签署了AST397，正式提出对这种新的训练机需求。1971年10月1日，RAF选定HS1182作为他们的需求机型，1972年3月，签署了订购175架的合同。.
1974年8月21日，该教练机首次飞行。1977年，英国宇航公司和其他英国飞机制造公司合并，成立国有的英国航空航天公司(BAE) ，1999年和马可尼电子系统公司（Marconi Electronic Systems）合并后成为BAE系统公司。
美國麥道公司也以鷹式教練機為基礎研製出T-45蒼鷹教練機，作為美國海軍的艦載教練機。

## 使用國

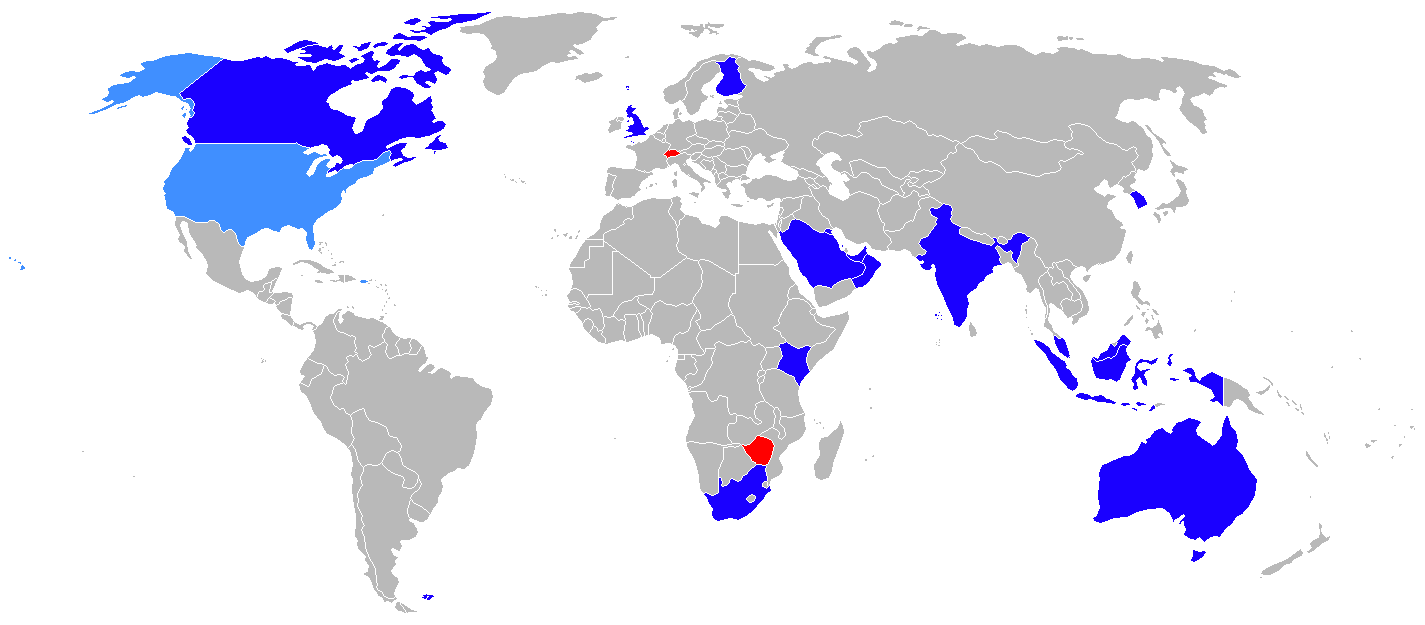
Hawk鷹式教練機使用國分佈(美國採用向授權生產方式)

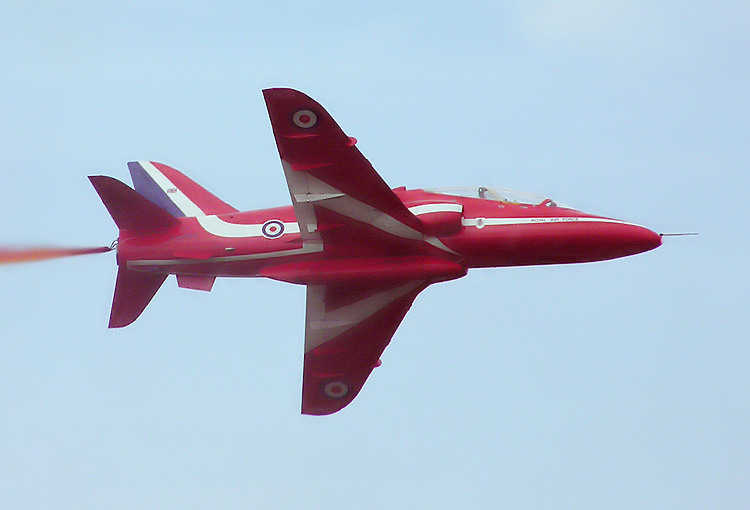
英國皇家空軍特技飛行小組(紅箭飛行表演隊) Hawk T1

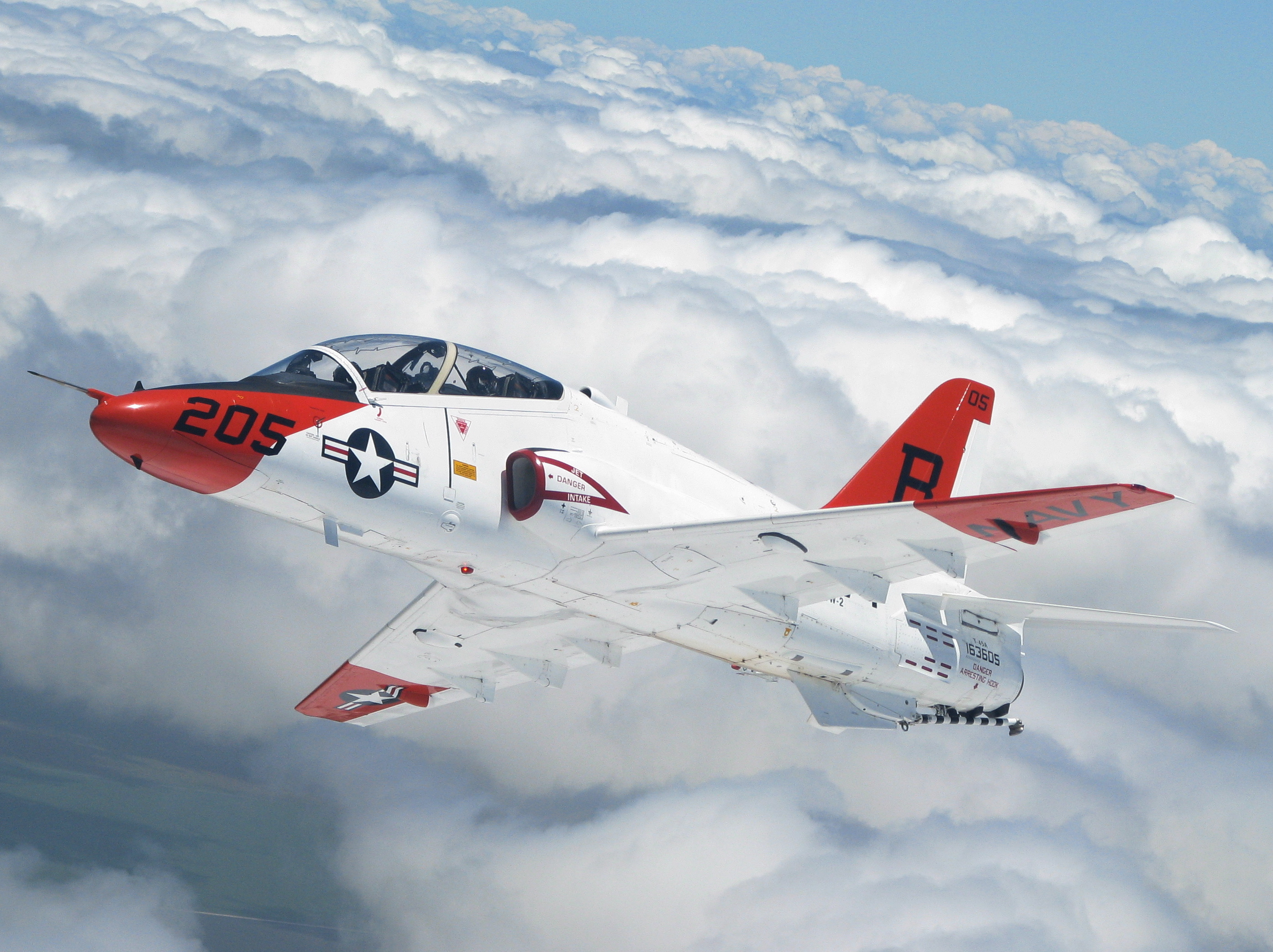
英國授權美國生產的Hawk,美軍型號:T-45 Goshawk

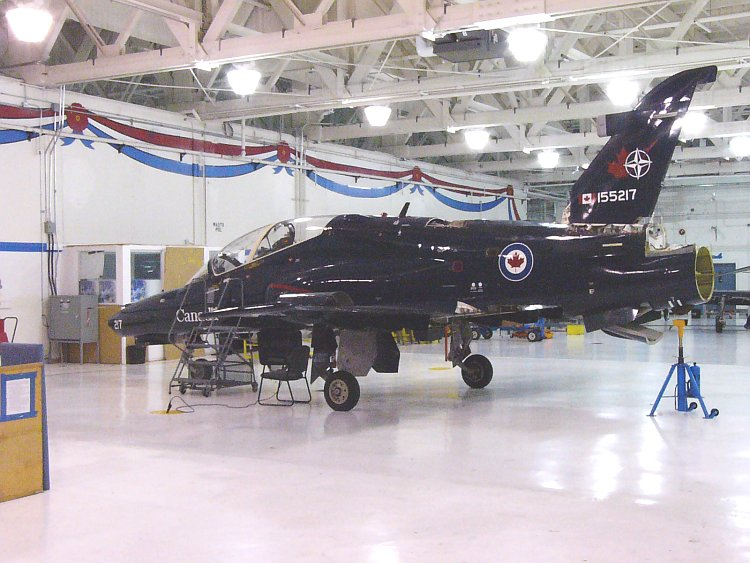
加拿大的Hawk CT-155 Hawk in 2005/11/03th

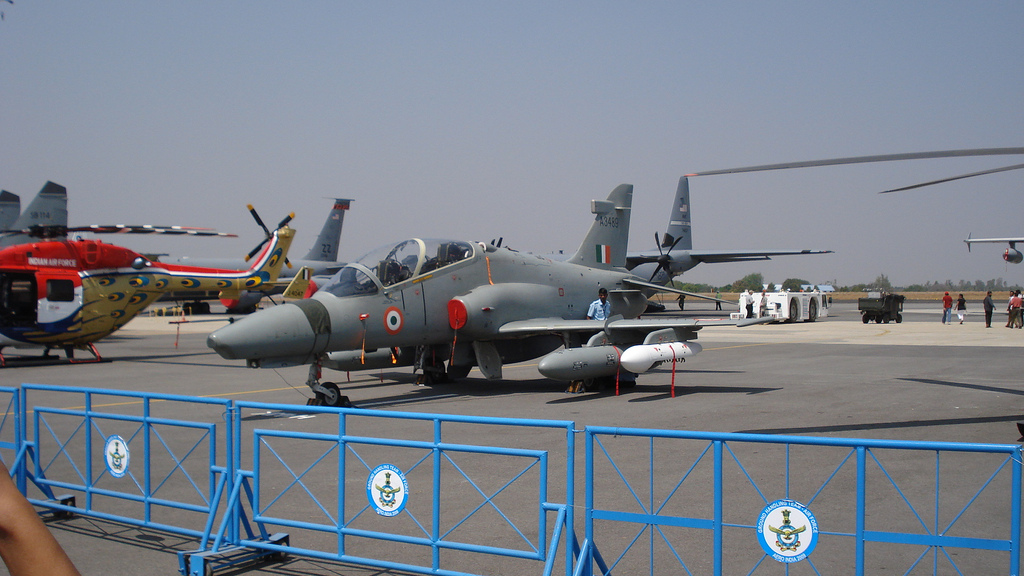
印度空軍BAE Hawk Mk. 132 (2009印度航空展)

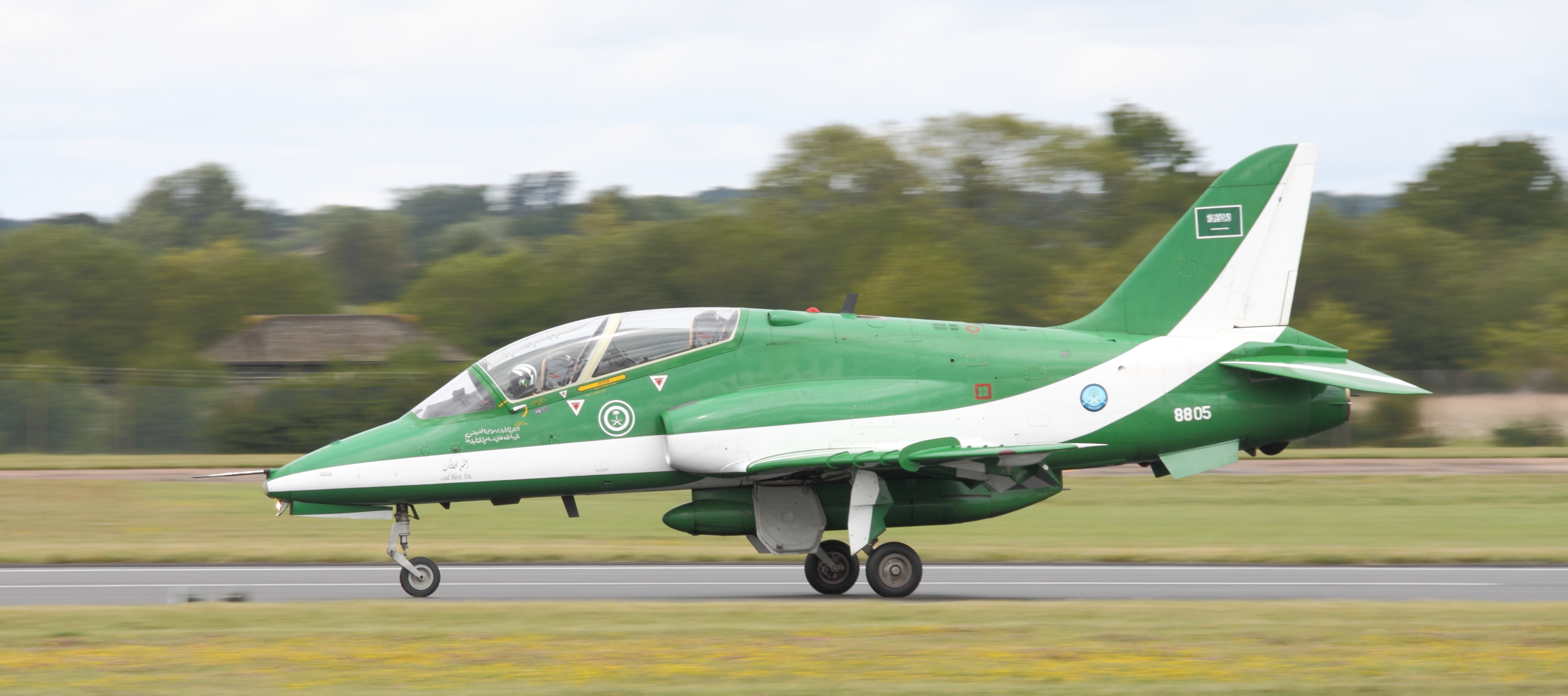
沙烏地皇家空軍in 2011

- 英國皇家空軍81架 Hawk T1
- 英國皇家海軍17架 Hawk T1

- 澳大利亞皇家空軍33架 Hawk 127

- 巴林皇家空軍6架 Hawk 129

- 加拿大皇家空軍17架 Hawk 115

- 芬蘭空軍75架 Hawk(50 Mk.51, 7 Mk.51A, 18 Mk.66)

- 印度空軍24架 Hawk 132(已向英國加訂購123架)
- 印度海軍57架 Hawk 132

- 印度尼西亞空軍38架 Hawk 53/109/209（即將退役[3]）

- 肯亞空軍7架 Hawk 52

- 科威特空軍10架 Hawk 64

- 馬來西亞皇家空軍18架Hawk Mk-208攻擊/輕型戰機[4]

- 阿曼皇家空軍15架 Hawk 103/203

- 大韓民國空軍20架 Hawk 67

南韓想用與美國Lockheed Martin合製的T50教練機來取代Hawk教練機,原有的Hawk教練機有可能會賣給印尼
- 沙烏地阿拉伯皇家空軍45架 Hawk 65

- 南非空軍24架 Hawk 120

- 阿聯空軍36架 Hawk 61/62/102

- 辛巴威空軍12架 Hawk 60

- 瑞士空軍20架 Hawk Mk.66,不過18架已在2007年賣給芬蘭

 美国
- 美國海軍的T-45蒼鷹是海軍版的鷹式教練機，總數達302架

- 卡達空軍訂購9架[5]